# ویکی‌توابع
ویکی‌توابع (انگلیسی: Wikifunctions) فهرستی از توابع مبتنی بر ویرایش مشترک است که هدف از ایجاد آن فراهم کردن امکان ایجاد، تغییر و استفادهٔ مجدد از کدهای منبع است. این پروژه، ارتباط نزدیکی با پروژهٔ ویکی‌پدیای انتزاعی دارد که خود افزونه‌ای برای ویکی‌داده بوده و هدف آن ایجاد نسخه‌ای از ویکی‌پدیا مستقل از زبان با استفاده از داده‌های ساختارمند ویکی‌داده‌است.
این پروژه در ابتدا موقتاً ویکی‌لامبدا نام گرفته‌بود. در پی رقابتی برای نام‌گذاری پروژه، عنوان نهایی ویکی‌توابع برای آن انتخاب شده و در ۲۲ دسامبر ۲۰۲۰ به‌عنوان نام رسمی پروژه معرفی شد.